# Kevin Sibille
Kevin Sibille (Buenos Aires, 15 settembre 1998) è un calciatore argentino, difensore dell'East Bengal.

## Caratteristiche tecniche
È un difensore centrale.

## Carriera
Cresciuto nel settore giovanile del River Plate, ha esordito in prima squadra il 29 ottobre 2017 disputando l'incontro di Primera División perso 4-0 contro il Talleres (C).

## Palmarès

### Club

#### Competizioni internazionali
- Coppa Libertadores: 1

River Plate: 2018
- Recopa Sudamericana: 1

River Plate: 2019

#### Competizioni nazionali
- Copa Argentina: 1

River Plate: 2018-2019